# Велика Вісь
Вели́ка Вісь — село в Україні, у Ріпкинській селищній громаді Чернігівського району Чернігівської області. Населення становить 377 осіб. До 2020 року орган місцевого самоврядування — Великовіська сільська рада. Великовіській сільській раді було підпорядковане село Звеничів.

## Історія
Село входило до складу Роїської сотні Чернігівського полку Гетьманщини до 1781 року.
05.02.1965 Указом Президії Верховної Ради Української РСР передано Великовіську сільраду Городнянського району до складу Ріпкинського району.
Поселення між витоками річок Стрижня і Замглай, окутане болотом з назвою Свинь виникло ще в добу Київської Русі і згадується в «Пам’яті» 1527 року («село городовое, домов 20 было») разом з селом Мала Вісь («на рѣце Свинь, село городовое, домов 30 было»). У другій половині XVI століття Велика Вісь належала любецьким зем'янам Пироцьким, які у 1609 році уступили її Миколі Бакуринському. 6 березня 1625 року король Сиґізмунд III видав привілей на осадження козацької хоругви на великовіських ґрунтах. Ще наприкінці 1633 року селища Велика і Мала Вісі являли собою пустки, якщо не брати до уваги окремі спроби представників ланової шляхти загосподарювати свої наділи. Політична нестабільність, викликана майже безперервними московсько-литовськими війнами впродовж усього XVI століття, а також Смута початку XVII століття на Московщині вкрай негативно позначились на поселеннях чернігівської округи. Майже півтора століття вони постійно перебували під загрозою знищення і час від часу безлюдніли та зникали, або ж відроджувалися щойно воєнна загроза минала. Таке тривале лихоліття виявилось фатальним і Мала Вісь надалі так і не відродилася. Велика Вісь залишалася не осадженою до кінця 1630-х років, а відродження села відбулося внаслідок колонізаційної хвилі чернігівських міщан. Так, 12 травня 1664 року гетьманським універсалом Івана Брюховецького нагадувалося про збереження за громадами селищ Велика Вісь, Халявин та інших давнього обов'язку виконувати повинності в м. Чернігові та сплачувати податки до міської скарбниці.
Універсалом від 26 червня 1656 р. Б. Хмельницький пішов назустріч побажанням Юрія Бакуринського і затвердив за ним колишні батьківські володіння, серед яких згадувалась і Велика Вісь. Однак за Бакуринськими село не закріпилось.І вже за чернігівського полковника Василя Борковського (1672—1685) Велика Вісь при укладанні Генерального слідства про маєтності (1729—1730 рр.), належало на ранг полковника. Надалі Борковський передав село значковому товаришеві Ворошилі, потім полковому обозному Лєску, значковому козакові Заборовському, полковому обозному Байдаку. Полковник Юхим Лизогуб надав Велику Вісь осавулові полковому Василеві Устимовичу (26.01.1689). Підтвердний універсал Іван Мазепа видав 10 травня 1690 р. Далі селом володів зять останнього значковий козак Семен Наумович. По смерті Наумовича селом володів полковник Павло Полуботок, а в 1716 р. передав значковому Іванові Янушкевичу. Підтвердні універсали Янушкевичу на Велику Вісь: гетьманів Івана Скоропадського (13.05.1716), Данила Апостола (25.10.1728).
31 травня 1717 р. знатний військовий товариш Іван Мокрієвичотримав універсал гетьмана Івана Скоропадського на «особливійдворъ» у селі Велика Вісь. Від Після судових процесів селом заволодів Янушкевич, а потім село перейшло до його зятя Якова Красковського, який згадувався як власник села ще в 1760 р. Основні козацькі родини: Жовніри, Мішури, Демченки, Велігорські, Шрамченки, Мелюки. 
Отамани: Демченко Клим (1724), Жовнір Герасим (1747).
Церква Покрови Богородиці. «Деревяная, зъ еднимъ прѣстоломъ… без ограды».
Школа (1732, 1740 — «въ оной дячокъ», 1741, 1750, 1767 — «школная изба… въ оной живѣтъ дячокъ»). Шпиталь (1732, 1740 — «въ ономъ старецъ хромій» 1741). Шинки: значкового Івана Янушкевича (1732, 1741), військового канцеляриста Соколовського (1740, 1750), Івана Мокрієвича (1741).
За ревізією 1782 року у Великій Вісі мешкало козаків: виборних р. — 48 осіб чоловічої статі і 43 жіночої, підпомічників р. — відповідно 169 і 175, значкових товаришів і старшинських дітей р. —  2 і 1 401.
- 1713 р. — 10 дворів козацьких
- 1724 р. — 26 дворів козацьких
- 1729 р. — 14 дворів козацьких
- 1732 р. — 37 дворів козацьких 10 дворів посполитих
- 1738 р. — 29 дворів козацьких 6 дворів посполитих
- 1739 р. — 33 двори козацьких 9 дворів посполитих
- 1740 р. — 35 дворів козацьких 8 дворів посполитих
- 1741 р. — 32  двори козацьких 18 дворів посполитих
- 1743 р. — 27 дворів козацьких 10 дворів посполитих
- 1747 р. — 26 дворів козацьких 13 дворів посполитих
- 1750 р. — 24 двори козацьких 13 дворів посполитих
- 1753 р. — 12 дворів козацьких
- 1755 р. — 30 дворів козацьких 14 дворів посполитих
- 1764 р. — 30 дворів козацьких 17 дворів посполитих
- 1767 р. — 32 двори козацьких 7 дворів посполитих

У 1767 році власником посполитих виступає лише військовий товариш Яків Красковський (7 дворів).
12 червня 2020 року, відповідно до розпорядження Кабінету Міністрів України № 730-р «Про визначення адміністративних центрів та затвердження територій територіальних громад Чернігівської області», увійшло до складу Ріпкинської селищної громади.
19 липня 2020 року, в результаті адміністративно - територіальної реформи та ліквідації Ріпкинського району, село увійшло до складу Чернігівського району Чернігівської області.

## Населення

### Мова
Розподіл населення за рідною мовою за даними перепису 2001 року:
| Мова            | Кількість | Відсоток |
| --------------- | --------- | -------- |
| українська      | 366       | 97.08%   |
| російська       | 6         | 1.59%    |
| білоруська      | 2         | 0.53%    |
| румунська       | 2         | 0.53%    |
| інші/не вказали | 1         | 0.27%    |
| Усього          | 377       | 100%     |

## Господарство
Функціонує ТОВ «ДОБРОБУТ», що спеціалізується на розведенні великої рогатої худоби Функціонує Дочірнє підприємство «Агро» приватного підприємства «Каскад», що спеціалізується на вирощуванні зернових культур.

## Відомі люди
Народився Брагинець Микола Григорович (1910—1985) — Герой Радянського Союзу.